# Makedon
Makedon (także Makedonos, gr. Μακέδων Makedon) – w mitologii greckiej heros eponim Macedonii.
Jego genealogia wygląda u mitografów rozmaicie. Raz jest uważany za zrodzonego z ziemi, innym razem za brata Magnesa, syna Zeusa i Tyi, za jednego z dziesięciu synów Eola, albo za jednego z pięćdziesięciu synów Likaona, wreszcie za towarzysza i syna Ozyrysa, który po zawojowaniu świata, uczynił go królem Macedonii. Według tej tradycji, przekazanej przez Diodora, Makedon jest bratem Anubisa, nosi pancerz z wilczej skóry, a na głowie maskę wilka.